# Salts al Campionat del Món de natació de 1994
La competició de salts al Campionat del Món de natació de 1994 es realitzà al Foto Itálico de la ciutat de Roma (Itàlia).

## Proves
Es realitzaren sis proves, separades en competició masculina i competició femenina:
- trampolí 1 m (prova nova)
- trampolí 3 m
- plataforma 10 m

## Resum de medalles

### Categoria masculina
| Event          | Or                  | Or     | Plata               | Plata  | Bronze                    | Bronze |
| trampolí 1 m.  | Evan Stewart (ZIM)  | 382.14 | Lan Wei (CHN)       | 375.96 | Brian Earley (USA)        | 361.59 |
| trampolí 3 m.  | Yu Zhuocheng (CHN)  | 655.44 | Dmitri Saütin (RUS) | 646.59 | Wang Tianling (CHN)       | 638.22 |
| trampolí 10 m. | Dmitri Saütin (RUS) | 634.71 | Sun Shuwei (CHN)    | 630.03 | Vladimir Timoshinin (RUS) | 607.32 |

### Categoria femenina
| Event          | Or                | Or     | Plata             | Plata  | Bronze                  | Bronze |
| trampolí 1 m.  | Chen Lixia (CHN)  | 279.30 | Tan Shuping (CHN) | 276.00 | Annie Pelletier (CAN)   | 273.84 |
| trampolí 3 m.  | Tan Shuping (CHN) | 548.49 | Vera Ilyina (RUS) | 498.60 | Claudia Böckner (GER)   | 480.15 |
| trampolí 10 m. | Fu Mingxia (CHN)  | 434.04 | Chi Bin (CHN)     | 420.24 | María José Alcalá (MEX) | 396.48 |

## Medaller
| Posició | País            | Or | Plata | Bronze | Total |
| 1       | R.P. de la Xina | 4  | 4     | 1      | 9     |
| 2       | Rússia          | 1  | 2     | 1      | 4     |
| 3       | Zimbàbue        | 1  | 0     | 0      | 1     |
| 4       | Alemanya        | 0  | 0     | 1      | 1     |
| 4       | Canadà          | 0  | 0     | 1      | 1     |
| 4       | Estats Units    | 0  | 0     | 1      | 1     |
| 4       | Mèxic           | 0  | 0     | 1      | 1     |
| Total   | Total           | 6  | 6     | 6      | 18    |